# Silvio Marzolini
Silvio Marzolini   (Buenos Aires, 4 d'octubre de 1940 - Buenos Aires, 17 de juliol de 2020) fou un futbolista argentí.

## Selecció de l'Argentina
Va formar part de l'equip argentí a la Copa del Món de 1962.
Fou jugador de Boca i Ferro Carril.